# 쓰쿠다역 (군마현)
쓰쿠다역(일본어: 津久田駅, つくだえき)은 일본 군마현 시부카와시에 있는, 동일본 여객철도의 철도역이다. 조에쓰선이 지나간다.

## 역 구조
둑 위에 세워진 지상역으로, 승강장은 상대식 2면 2선 구조이다. 양쪽 승강장은 과선교로 이어져 있다. 시부카와역이 관리하는 무인역으로, 간이 개찰기에서 스이카 및 제휴 교통카드의 사용이 가능하다.

### 승강장
| 동쪽 승강장 | ■ 조에쓰선 | 시부카와 · 다카사키 방면 |
| 서쪽 승강장 | ■ 조에쓰선 | 누마타 · 미나카미 방면   |

## 역세권 정보
- 국도 제17호선
- 누마오강 친수공원 - 걸어서 8분 거리에 있다.
- 도네강

## 역사
- 1943년 10월 1일 - 일본국유철도 조에쓰선의 시키시마 역과 이와모토 역 사이에 신호장으로 개업했다.
- 1948년 1월 1일 - 보통역이 되었다.
- 1987년 4월 1일 - 민영화에 따라 동일본 여객철도의 소속이 되었다.
- 2009년 3월 14일 - 스이카의 사용이 가능해졌다.

## 인접역
| 동일본 여객철도 조에쓰선 | 동일본 여객철도 조에쓰선 | 동일본 여객철도 조에쓰선 |
| ------------------------ | ------------------------ | ------------------------ |
| 시키시마 다카사키 방면   | ■ 보통                   | 이와모토 미나카미 방면   |